# Eva Lux

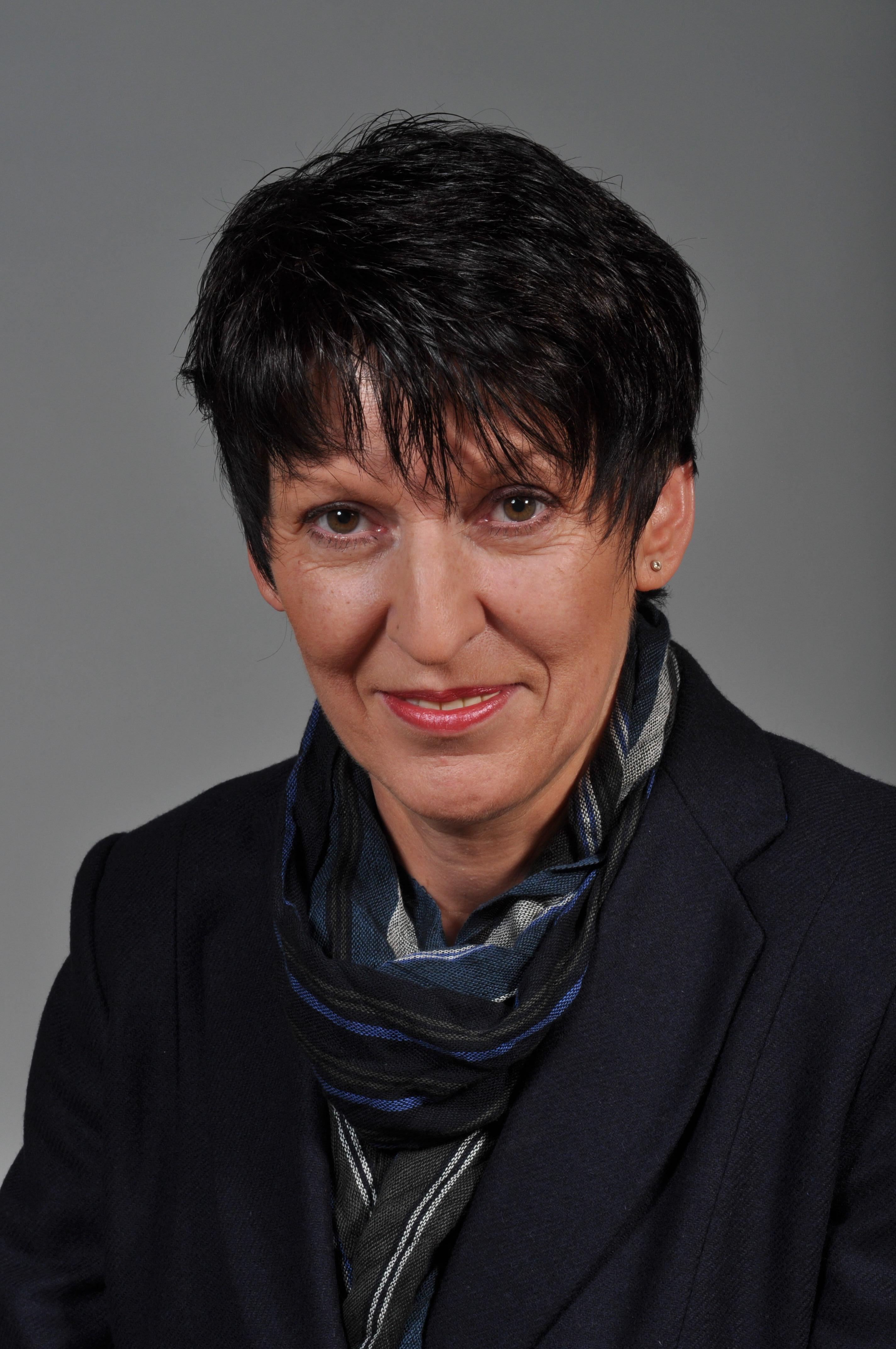
Eva Lux (2013)

Eva Lux (eigentlich Josefa Maria Lux; * 19. Juni 1958 in Düsseldorf) ist eine deutsche Politikerin (SPD). Sie war von 2010 bis 2022 Abgeordnete im Landtag Nordrhein-Westfalen.

## Leben
Nach der Mittleren Reife 1975 absolvierte Lux eine Ausbildung zur Bürokauffrau, die sie 1978 abschloss. Anschließend war sie als Sachbearbeiterin tätig, von 1978 bis 1979 bei der Dürener Zeitung, von 1980 bis 1982 beim Deutschen Ärzteverlag und von 2008 bis 2010 bei der Verwaltung des Deutschen Bundestages.
Eva Lux lebt seit 1990 in Leverkusen und ist seit 1999 Vorsitzende des dortigen gemeinnützigen Vereins Lebenshilfe. Sie ist verheiratet und hat drei Kinder.

## Politik
Lux trat der SPD 1993 bei. Sie war ab 1999 Mitglied im Vorstand und von 2005 bis 2017 Vorsitzende des SPD-Unterbezirks Leverkusen. Von 2006 bis 2018 war sie stellvertretende Vorsitzende des Landesparteirates der SPD Nordrhein-Westfalen. Des Weiteren gehörte sie von 2007 bis 2009 dem Landesvorstand der Arbeitsgemeinschaft Sozialdemokratischer Frauen an.
2004 zog Lux erstmals in den Leverkusener Stadtrat ein, dem sie seither angehört. Sie war von 2009 bis 2015 Erste Bürgermeisterin und ist seit 2015 Zweite Bürgermeisterin der Stadt Leverkusen.
Bei der Landtagswahl 2010 konnte Lux den Wahlkreis 20 (Leverkusen) für sich entscheiden. Mit 39 % der Erststimmen (gegenüber 36,7 % für Rüdiger Scholz von der CDU) schaffte sie so den Einzug in den Landtag von Nordrhein-Westfalen. Bei der Landtagswahl 2012 gewann sie den Wahlkreis erneut als Direktkandidatin mit 43 % der Erststimmen. Bei der Landtagswahl 2017 kandidierte sie wieder in ihrem Wahlkreis, unterlag diesmal aber mit einem Erststimmenanteil von 33,6 % Scholz und zog daraufhin über die Landesliste der SPD ins Parlament ein. In der 17. Wahlperiode war sie im Landtag Mitglied des Ausschusses für Gleichstellung und Frauen, des Petitionsausschusses sowie des Integrationsausschusses. Nach der Landtagswahl 2022 schied sie aus dem Landtag aus.